# 电影技术

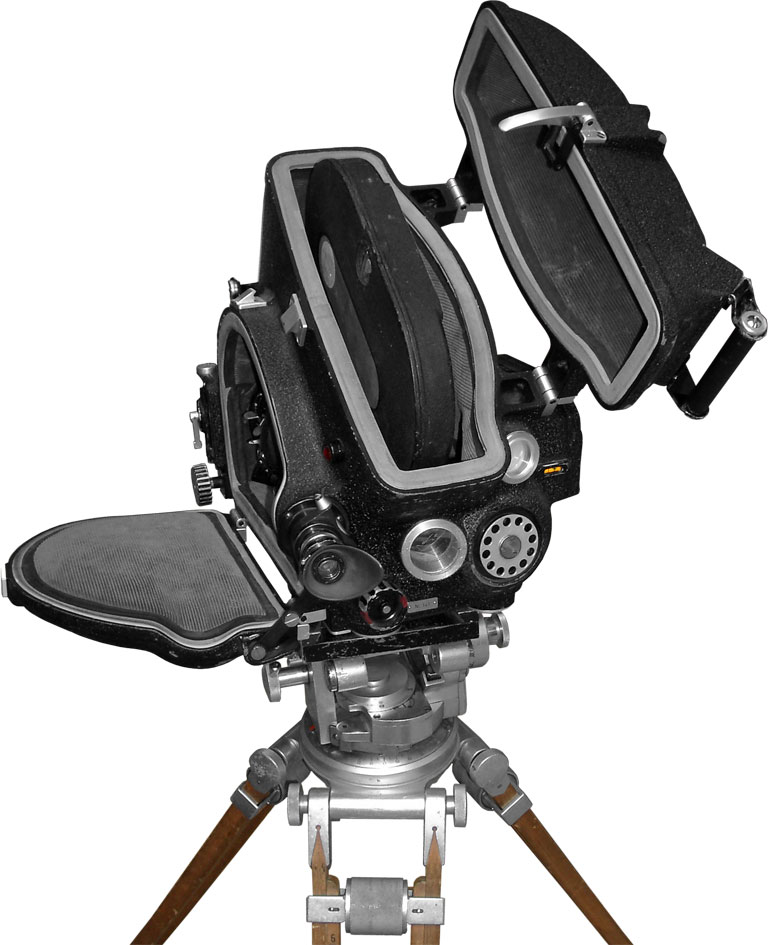
16mm 傳統底片攝影機

电影技术是指電影拍攝時的各種技術，運用這些技術可以達到電影所需要的藝術效果，電影技術主要包括以下幾個方面。

## 術語的基本定義
180度角原則
空拍
弧
逆光
定場鏡頭
攝影角度
特寫
切
交叉剪輯
連續性剪輯
深焦
溶解
鏡頭推軌
前/後軌道運鏡
滑動變焦
剪輯
省略 (語言學)
定場鏡頭
視線匹配
大特寫
大遠景
淡入/淡出
輔助光
倒敘
前景
聚焦
框架
手持攝影
片中字幕
圈入/圈出
跳接
主光
遠景
主鏡頭
匹配剪輯
中特寫
中景
場面調度
越肩視角
橫搖
主觀鏡頭
追焦
對角
場景
景